# Stróże (stacja kolejowa)
Stróże – stacja kolejowa w Stróżach, w województwie małopolskim, w Polsce.
W Stróżach rozpoczyna się linia dwutorowa na trasie 96 Tarnów – Leluchów (w kierunku Grybowa). W linię jednotorową przechodzi ponownie za stacją Nowy Sącz.
Stacja Stróże jest stacją początkową linii 108.

## Ruch pasażerski

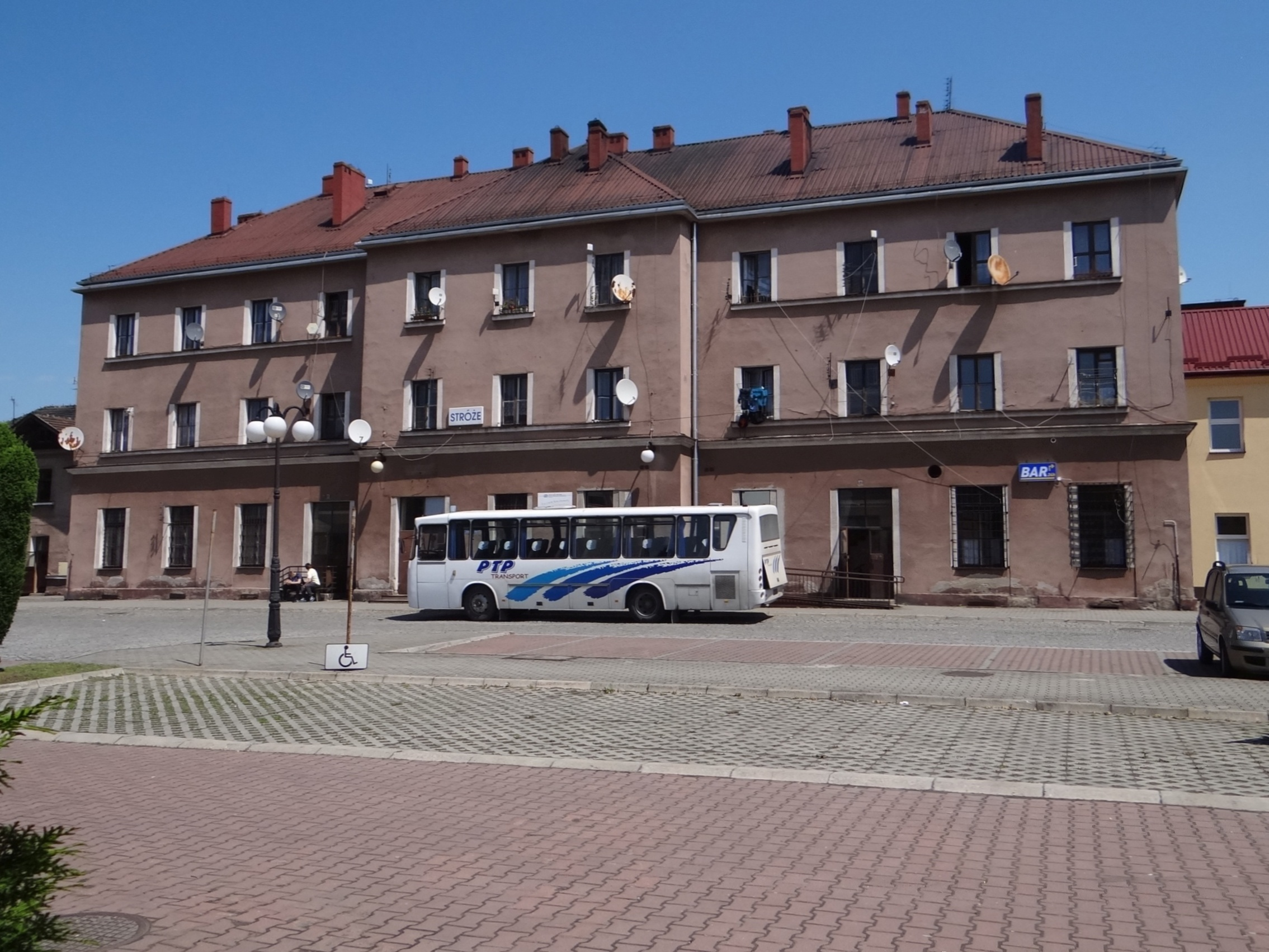
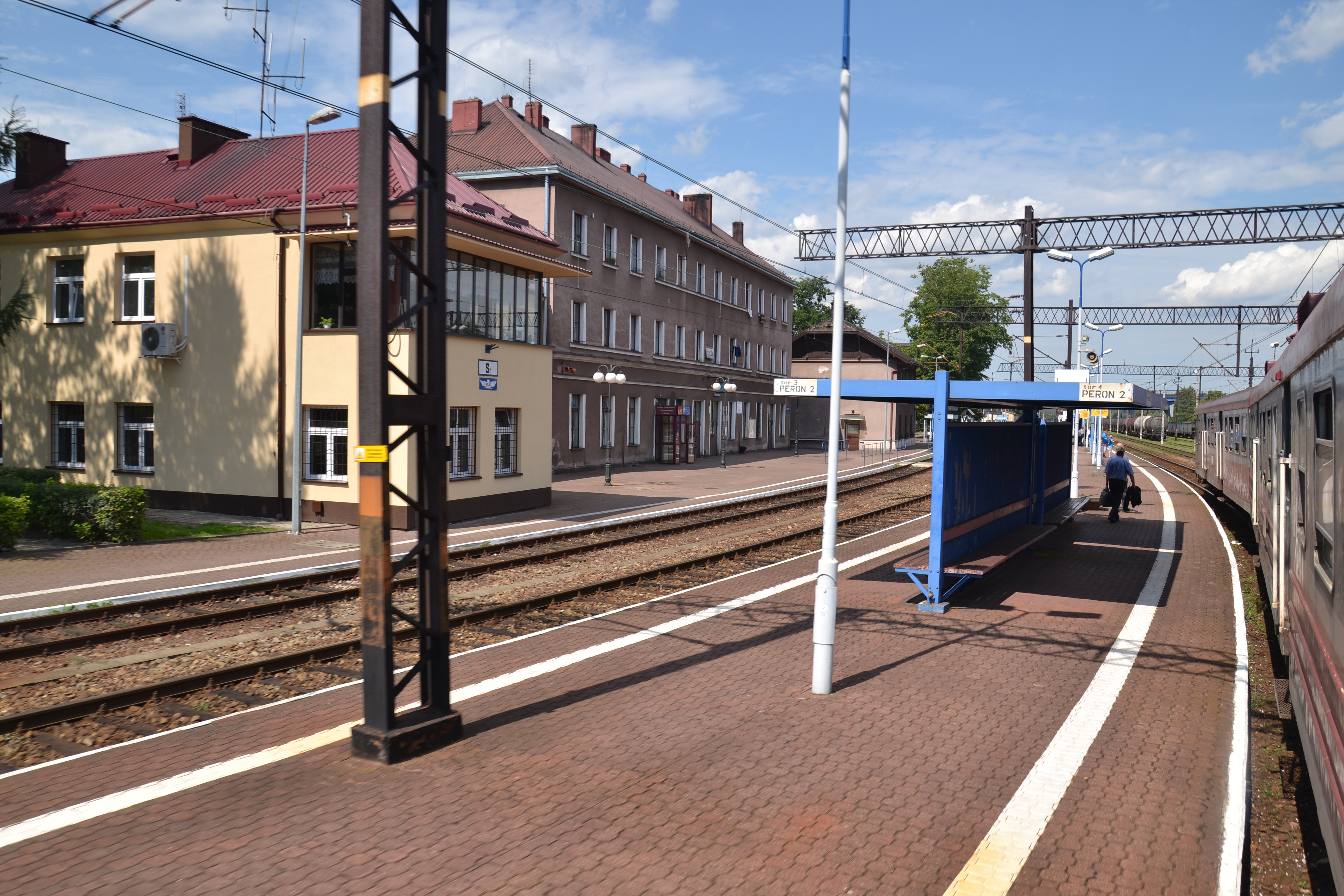
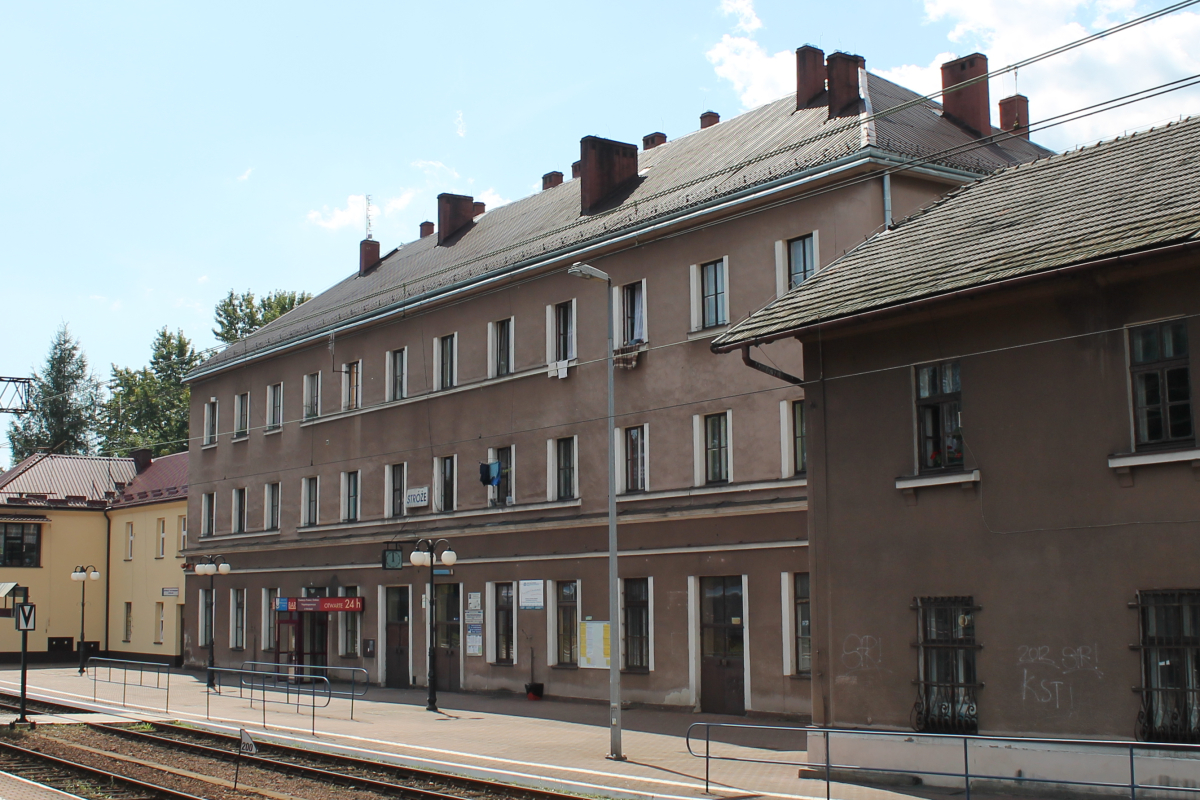
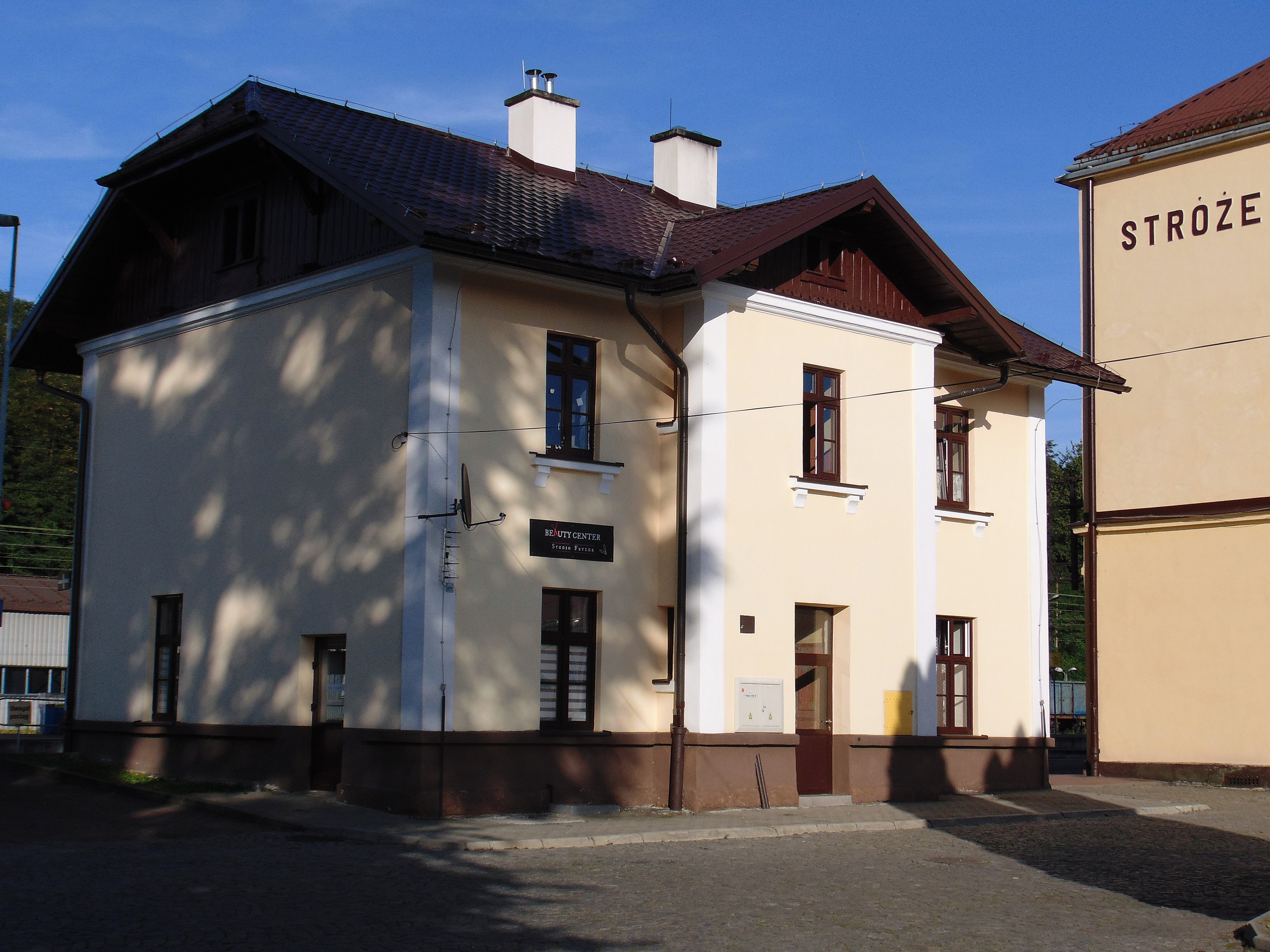

| Rok  | Wymiana pasażerska na dobę |
| ---- | -------------------------- |
| 2017 | 150-199                    |
| 2022 | 200-299                    |